# Michel Coignet

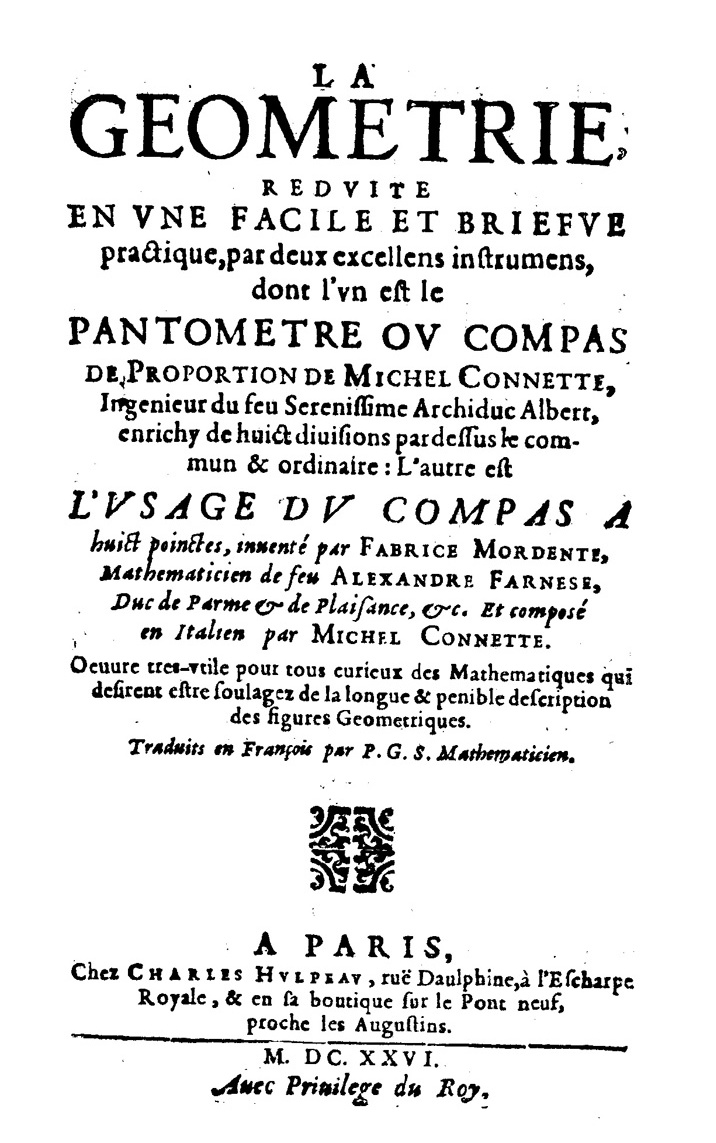
Géometrie reduite en une facile et briefve practique par deux excellens instrumens, 1626

Michel Coignet (Anversa, 1549 – Anversa, 24 dicembre 1623) è stato un ingegnere e matematico fiammingo.

## Biografia
Matematico e ingegnere militare dell'arciduca Alberto d'Austria (1598-1621), governatore dei Paesi Bassi, Coignet è noto come editore, autore, inventore e costruttore di strumenti scientifici. Nel 1580 pubblicò un importante trattato sull'arte della navigazione (Nieuwe Onderwijsinghe, in francese Instruction nouvelle, Anversa, 1581) dove illustrò un nuovo modo di determinare la longitudine in mare aperto per mezzo di orologi portatili. Qui presentò anche svariati strumenti di nuova invenzione, tra i quali l'emisfero nautico, progettati e costruiti nella bottega che, seguendo le orme del padre Gillis, dirigeva ad Anversa fin dagli anni '70.
Fu in contatto epistolare con Galileo Galilei (1564-1642) e si legò in amicizia con il matematico salernitano Fabrizio Mordente (1532-1608 circa), al cui compasso di proporzione dedicò più di uno scritto. Elaborò e descrisse in vari manoscritti alcuni raffinati strumenti per il calcolo proporzionale: una riga di proporzione, detta reigle platte (Traité des Sinus, 1610); un compasso di proporzione a gambe piatte (De regulae pantometae, 1612); e un compasso di proporzione a quattro punte (El uso del compas proportional, 1618). Nel 1610, in occasione della polemica antigalileiana sull'origine del compasso di proporzione, Giovanni Camillo Gloriosi attribuì a Coignet l'invenzione di questo fortunato strumento matematico.

## Opere
- (FR) Michel Coignet, Géometrie reduite en une facile et briefve practique par deux excellens instrumens, Charles Hulpeau, 1626.